# محسن کرامتی
محسن کرامتی (۱۳۲۶ تا کنون، تهران)، خواننده، ردیف دان، نقاش، مترجم و محقق موسیقی است.
کرامتی فارغ‌التحصیل رشته نقاشی از دانشکدهٔ هنرهای زیبای دانشگاه تهران است. وی همزمان با تحصیلات دانشگاهی، به یادگیری آوازهای رضا قلی میرزای ظلی به صورت خودآموز پرداخت. کرامتی از سال ۱۳۵۶ شروع به فراگیری آواز نزد محمدرضا شجریان پرداخت و از سال ۱۳۶۵ تا کنون به توصیهٔ ایشان به آموزش ردیف آوازی ایران مشغول است.
محسن کرامتی همچنین مترجم بیش از چهل عنوان کتاب در زمینه هنرهای تجسمی و نیز مؤلف کتاب «فرهنگ اصطلاحات هنرهای تجسمی» است.

## آثار شنیداری
زمینه اصلی فعالیت محسن کرامتی، آموزش ردیف آواز سنتی ایرانی بوده‌است. با این حال از اواسط دهه ۱۳۶۰ با حضور در آلبوم صبحگاهی به آهنگسازی حسین علیزاده فعالیت در زمینه خوانندگی را نیز آغاز کرد.
- صبحگاهی - آهنگساز: حسین علیزاده
- آوای مهر - آهنگساز: حسین علیزاده
- راز نو - آهنگساز: حسین علیزاده
- پنجه دشتی - آهنگساز: ارشد تهماسبی
- ای که دل داری - آهنگساز: نیما نادری
- چشمه مهر - آهنگساز: کسری صادقی
- عطار نامه - آهنگساز: سعید خاورنژاد
- پنجره امید - تصنیفهای مشروطه
- در این شبگیر - آهنگساز: مریم تژده
- گر چهره بنماید - آهنگساز: محمدرضا فیاض
- نسیم باد نوروزی - آهنگساز: باقر زینالی
- عاشقم من - آهنگساز: باقر زینالی
- شب آیینه‌های نور - آهنگسازان: امیر عباس ستایشگر، حسام اینانلو
- تو را ای کهن بوم و بر دوست دارم - آهنگساز: پیمان خازنی
- سروشان - آهنگساز: محمد امین اکبرپور
- جواب ساز ردیف میرزا عبدالله به آواز (دستگاه‌های نوا، راست پنجگاه، شور و آواز دشتی)
- اجرای ردیف آوازی استاد دوامی
- آموخته‌های من (ردیف آوازی)
- سعدی خوانی (وشتن) با آهنگسازی پیمان سلطانی
- ۱۸۶ تصنیف قدیمی[۴]